# Primus (Band)
Primus (lat.: der Erste) ist eine Rockband aus San Francisco, die eine Version des jazzigen Crossover entwickelt hat, die sie selbst „psychedelische Polka“ nennen. Zudem ist die Band bekannt für skurrile Texte und kreative Animationen.

## Geschichte
Die Band wurde 1984 von Les Claypool und Todd Huth als Primate in El Sobrante, Kalifornien, gegründet. Bald darauf benannten sie die Band in Primus um, da eine andere Band den Namen Primate für sich beanspruchte. Spielten sie anfangs mit einem Drumcomputer und wechselnden Schlagzeugern, fanden sie erst 1988 Jay Lane, mit dem sie erste Demos aufnahmen. Nachdem Huth und Lane aufgrund anderer Verpflichtungen die Band im selben Jahr verlassen hatten, spielte Les Claypool für kurze Zeit bei der Metal-Band Blind Illusion, wo er Larry LaLonde kennenlernte, der als neuer Gitarrist bei Primus einstieg. Kurz darauf stieß Tim Alexander als neuer Schlagzeuger zur Band. Ihr erstes, komplett selbstproduzierte Album Suck on This, das Live-Aufnahmen beinhaltet, erschien 1989. Im darauffolgenden Jahr unterschrieben sie einen Plattenvertrag bei Caroline Records und veröffentlichten ihr zweites Album Frizzle Fry, doch schon im nächsten Jahr wechselten sie zu Interscope Records und veröffentlichten Sailing the Seas of Cheese mit einem Gastauftritt von Tom Waits.
1992 folgte die Cover-EP Miscellaneous Debris, die Coverversionen von Peter Gabriel (Intruder), The Meters (Tippi-Toes), The Residents (Sinister Exaggerator), Pink Floyd (Have a Cigar) und XTC (Making Plans for Nigel) enthält. Im nächsten Jahr erschien das Album Pork Soda, das in den USA in die Top Ten der Albumcharts gelangte. 1994 fand die Besetzung Claypool, Huth und Lane zusammen und nahm das Album Riddles Are Abound Tonight unter dem Bandnamen Sausage auf. Diesen Namen wählten sie in Anlehnung an ein gleichnamiges Demo, das sie 1988 unter dem Bandnamen Primus produzierten, und machten damit deutlich, dass es sich bei Sausage um ein Nebenprojekt handelt.
1995 veröffentlichte Primus das Album Tales from the Punchbowl. Im selben Jahr verließ Tim „Herb“ Alexander die Band, und Bryan „Brain“ Mantia trat ein. Es folgte 1997 die Veröffentlichung des Brown Album. Im selben Jahr spielten Primus den Titelsong zu der Zeichentrickserie South Park ein. Die Band veröffentlichte 1998 eine weitere Cover-EP namens Rhinoplasty diesmal mit Coverversionen unter anderem von Metallica, The Police und Stanley Clarke.
1999 erschien das Album Antipop, auf dem prominente Gastauftritte, etwa von Tom Morello, Jim Martin, Tom Waits und James Hetfield zu hören sind und das teilweise von Matt Stone, Fred Durst und Stewart Copeland produziert wurde. Beim Ozzfest 1999 trat Buckethead, ein Freund von Mantia und Claypool, als Gast mit der Gruppe auf. Nachdem sich die Band 2000 getrennt hatte, um sich diversen Nebenprojekten zu widmen, folgte 2002 die Reunion, und ein Jahr später erschien die EP/DVD Animals Should Not Try to Act Like People mit dem Originalschlagzeuger Tim Alexander.
Seit der Wiedervereinigung 2002 haben Primus drei Tourneen ausschließlich in Nordamerika absolviert, Tour De Fromage (2003/2004), Hallucino-Genetics (2004) und The Beat a Dead Horse Tour (2006). Für Fans außerhalb Nordamerikas gab es die DVD Hallucino-Genetics Live im Jahre 2004 sowie die DVD Blame it on the Fish: an Abstract Look at the 2003 Primus Tour de Fromage im Jahre 2006. Diese DVD enthält neben den Live-Aufnahmen von der Tour De Fromage auch jede Menge Bonus-Material, unter anderem eine Mockumentary über die Band im Jahre 2065. Ebenfalls im Jahr 2006 erschien eine Zusammenstellung berühmter Primus-Titel namens They Can’t All Be Zingers.
Im Sommer des Jahres 2011 tourten Primus das erste Mal seit 1998 wieder in Europa. Für diese Tour wurde Jay Lane als Schlagzeuger engagiert. Im September des gleichen Jahres erschien das Album Green Naugahyde.
Jay Lane verließ Primus im Jahr 2013, um sich anderen Projekten zu widmen; Tim Alexander nahm seinen Platz ein. Im Jahr 2014 erschien das Album Primus & the Chocolate Factory with the Fungi Ensemble, eine Neuinterpretation des Soundtracks des Films Charlie und die Schokoladenfabrik aus dem Jahr 1971.
Im September 2017 erschien das Album The Desaturated Seven, eingespielt in der aktuellen Besetzung (Les Claypool, Ler LaLonde, Tim Alexander). Den Impuls für dieses Album lieferten die Texte und die künstlerische Gestaltung des Kinderbuchs „The Rainbow Goblins“ vom italienischen Kinderbuchautor Ul de Rico. Justin Chancellor unterstützte das Album als Erzähler „The Goblin Master“.
Im Oktober 2024 gab Schlagzeuger Tim „Herb“ Alexander überraschend seinen Ausstieg bekannt, da er "die Leidenschaft fürs Spielen" verloren habe.

## Stil
Der recht eigenwillige Stil der Band (die „psychedelische Polka“) zeichnet sich vor allem durch dominante Basslinien, ein perkussives Klangbild und die Akkorde der wegen exzessiver Verwendung des Tritonus oft als dissonant angesehenen Riffs des Gitarristen Larry „Ler“ LaLonde aus. Den Bandmitgliedern wird aber auch öfter eine große Versiertheit zugesprochen; vor allem Claypool, der mit bis zu achtsaitigen Bässen und speziellen Kontrabässen spielt, wird für seine Virtuosität weithin geachtet und sein unverwechselbarer Stil hatte großen Einfluss auf Bassisten jüngerer Generation.
Claypool selbst bezeichnete die Musik in Interviews als in Musik umgesetzte Comics. In diesem Zusammenhang stehen auch die Albumcover und Videos der Band, die für Trickfilm- und Knetfiguren bekannt sind, als auch die Beiträge der Band zu verschiedenen Comic-Soundtracks, wie beispielsweise zu South Park.

## Bandmitglieder
Übersicht über die Bandmitglieder von Primus:

## Diskografie

### Studioalben
| Jahr | Titel                                                  | Höchstplatzierung, Gesamtwochen, AuszeichnungChartplatzierungen (Jahr, Titel, Platzierungen, Wochen, Auszeichnungen, Anmerkungen) | Höchstplatzierung, Gesamtwochen, AuszeichnungChartplatzierungen (Jahr, Titel, Platzierungen, Wochen, Auszeichnungen, Anmerkungen) | Höchstplatzierung, Gesamtwochen, AuszeichnungChartplatzierungen (Jahr, Titel, Platzierungen, Wochen, Auszeichnungen, Anmerkungen) | Höchstplatzierung, Gesamtwochen, AuszeichnungChartplatzierungen (Jahr, Titel, Platzierungen, Wochen, Auszeichnungen, Anmerkungen) | Anmerkungen                              |
| Jahr | Titel                                                  | DE | CH | UK | US | Anmerkungen                              |
| ---- | ------------------------------------------------------ | --- | --- | --- | --- | ---------------------------------------- |
| 1990 | Frizzle Fry                                            | — | — | — | — | Erstveröffentlichung: 7. Februar 1990    |
| 1991 | Sailing the Seas of Cheese                             | — | — | — | US116 Platin · (36 Wo.)US | Erstveröffentlichung: 14. Mai 1991       |
| 1993 | Pork Soda                                              | — | — | UK56 (1 Wo.)UK | US7 Platin · (34 Wo.)US | Erstveröffentlichung: 20. April 1993     |
| 1995 | Tales from the Punchbowl                               | — | — | — | US8 Gold · (19 Wo.)US | Erstveröffentlichung: 6. Juni 1995       |
| 1997 | Brown Album                                            | DE99 (1 Wo.)DE | — | — | US21 (8 Wo.)US | Erstveröffentlichung: 8. Juli 1997       |
| 1999 | Antipop                                                | — | — | — | US44 (4 Wo.)US | Erstveröffentlichung: 19. Oktober 1999   |
| 2011 | Green Naugahyde                                        | DE100 (1 Wo.)DE | CH74 (1 Wo.)CH | — | US15 (5 Wo.)US | Erstveröffentlichung: 12. September 2011 |
| 2014 | Primus & the Chocolate Factory with the Fungi Ensemble | — | — | — | US17 (3 Wo.)US | Erstveröffentlichung: 21. Oktober 2014   |
| 2017 | The Desaturating Seven                                 | — | — | — | US26 (1 Wo.)US | Erstveröffentlichung: 29. September 2017 |

### Weitere Alben
| Jahr | Titel                                     | Höchstplatzierung, Gesamtwochen, AuszeichnungChartplatzierungen (Jahr, Titel, Platzierungen, Wochen, Auszeichnungen, Anmerkungen) | Höchstplatzierung, Gesamtwochen, AuszeichnungChartplatzierungen (Jahr, Titel, Platzierungen, Wochen, Auszeichnungen, Anmerkungen) | Höchstplatzierung, Gesamtwochen, AuszeichnungChartplatzierungen (Jahr, Titel, Platzierungen, Wochen, Auszeichnungen, Anmerkungen) | Höchstplatzierung, Gesamtwochen, AuszeichnungChartplatzierungen (Jahr, Titel, Platzierungen, Wochen, Auszeichnungen, Anmerkungen) | Anmerkungen                                        |
| Jahr | Titel                                     | DE | CH | UK | US | Anmerkungen                                        |
| ---- | ----------------------------------------- | --- | --- | --- | --- | -------------------------------------------------- |
| 1998 | Rhinoplasty                               | — | — | — | US106 (2 Wo.)US | Erstveröffentlichung: 11. August 1998 EP           |
| 2003 | Animals Should Not Try to Act Like People | — | — | — | US44 (2 Wo.)US | Erstveröffentlichung: 7. Oktober 2003 EP           |
| 2006 | They Can’t All Be Zingers                 | — | — | — | US105 (1 Wo.)US | Erstveröffentlichung: 17. Oktober 2006 Kompilation |
| 2022 | Conspiranoid                              | — | — | — | — | Erstveröffentlichung: 22. April 2022 EP            |

Weitere Veröffentlichungen
- 1989: Suck on This
- 1992: Miscellaneous Debris
- 2010: June 2010 Rehearsal

### Videoalben
| Jahr | Titel                                     | Anmerkungen                                        |
| ---- | ----------------------------------------- | -------------------------------------------------- |
| 1992 | Cheesy Home Video                         | Erstveröffentlichung: 12. Mai 1992                 |
| 1998 | Horrible Swill                            | Erstveröffentlichung: 3. März 1998                 |
| 1998 | Videoplasty                               | Erstveröffentlichung: 29. Dezember 1998            |
| 2003 | Animals Should Not Try to Act Like People | Erstveröffentlichung: 7. Oktober 2003 · US: Platin |
| 2004 | Hallucino-Genetics                        | Erstveröffentlichung: 16. November 2004 · US: Gold |
| 2006 | Blame It on the Fish                      | Erstveröffentlichung: 17. Oktober 2006             |

### Singles
| Jahr | Titel                             | Album                                            |
| ---- | --------------------------------- | ------------------------------------------------ |
| 1990 | John the Fisherman                | Frizzle Fry                                      |
| 1990 | Too Many Puppies                  | Frizzle Fry                                      |
| 1990 | Mr. Knowitall                     | Frizzle Fry                                      |
| 1991 | Jerry Was a Race Car Driver       | Sailing the Seas of Cheese                       |
| 1991 | Tommy the Cat                     | Sailing the Seas of Cheese                       |
| 1992 | Those Damned Blue Collar Tweekers | Sailing the Seas of Cheese                       |
| 1992 | Making Plans for Nigel            | Miscellaneous Debris                             |
| 1993 | My Name Is Mud                    | Pork Soda                                        |
| 1993 | DMV                               | Pork Soda                                        |
| 1993 | Mr. Krinkle                       | Pork Soda                                        |
| 1995 | Wynona’s Big Brown Beaver         | Tales from the Punchbowl                         |
| 1995 | Mrs. Blaileen                     | Tales from the Punchbowl                         |
| 1995 | Southbound Pachyderm              | Tales from the Punchbowl                         |
| 1997 | Shake Hands With Beef             | Brown Album                                      |
| 1997 | Over the Falls                    | Brown Album                                      |
| 1999 | Lacquer Head                      | Antipop                                          |
| 2000 | N.I.B (feat. Ozzy Osbourne)       | Nativity in Black II: A Tribute to Black Sabbath |
| 2010 | Me Llamo Mud                      | Non-Album Single                                 |
| 2011 | Tragedy's a' Comin'               | Green Naugahyde                                  |
| 2011 | Lee Van Cleef                     | Green Naugahyde                                  |
| 2025 | Little Lord Fentanyl              | Non-Album Single                                 |

## Auszeichnungen
Eine Auswahl von erhaltenen Auszeichnungen der Bandmitglieder.
- 1992 Guitar Player Readers Poll
  - Les Claypool – 3. Platz in „Rock Bass“
- 1992 Modern Drummer Readers Poll
  - Tim „Herb“ Alexander – 2. Platz „Up and Comer“
- 1993 Guitar Player Readers Poll
  - Les Claypool – 2. Platz in „Rock Bass“
  - Les Claypool – 2. Platz in „Funk Bass“
  - Sailing the Seas Of Cheese – 3. Platz „Best Alternative Album“
- 1993 Bass Player readers poll
  - Les Claypool – „Bass Player of the Year“
- 1994 Guitar Player Readers Poll
  - Les Claypool – „Best Rock Bass“
  - Les Claypool – 2. Platz in „Funk Bass“
  - Larry „Ler“ LaLonde – „Best Alternative guitarist“ (zusammen mit Jerry Cantrell)
  - Pork Soda – „Best Alternative Album“
- 1994 Bass Player readers poll
  - Les Claypool – „Best Unclassifiable“
- 1995 Guitar Player Readers Poll
  - Les Claypool – „Best Rock Bass“
  - Les Claypool – 3. Platz in „Funk Bass“
- 1995 Bass Player Readers Poll
  - Les Claypool – „Best Unclassifiable“